# Sivsko og ægget
Sivsko og ægget er afsnit 53 i Frank Hvam og Casper Christensens sitcom Klovn. Afsnittet var første gang vist på TV2 Zulu 9. marts 2008. 

## Handling
Mia ønsker sig en ny stol, men Frank ser ingen grund til at investere i dyre møbler. Han mener, at pengene er brugt bedre på en fælles plæneklipper med naboen. Men indholdet i Franks fuglekasse kommer på tværs af det gode naboskab, og Frank starter den søde hævn.
Han kommer blandt andet til at udgive sig for at være en af Muhammed-tegnerne. Inden længe opstår en livsfarlig situation i hjemmet, og Mia forbander Franks sivsko langt væk.